# 芦ノ牧温泉南駅

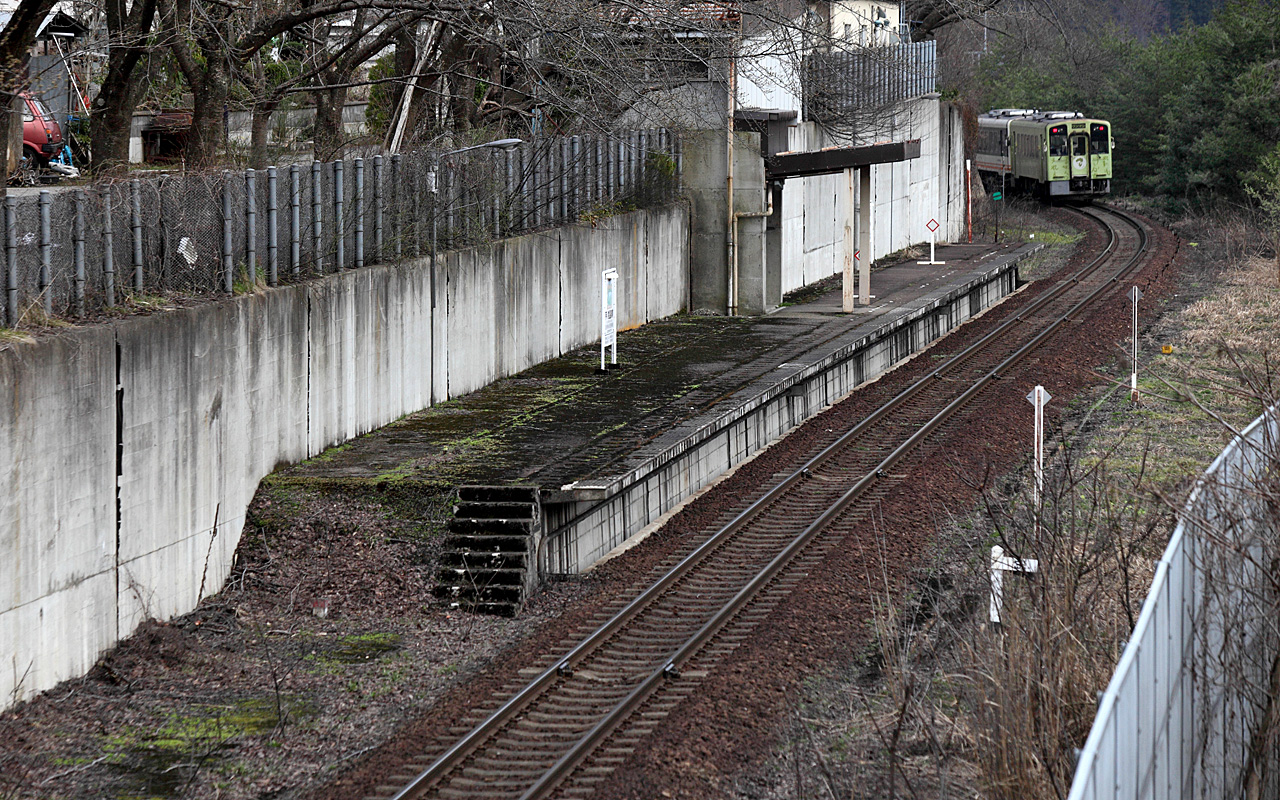
ホーム

芦ノ牧温泉南駅（あしのまきおんせんみなみえき）は、福島県会津若松市大戸町大字大川字大平甲にある会津鉄道会津線の駅である。

## 歴史
- 1932年（昭和7年）12月22日 - 国有鉄道の桑原駅（くわばらえき）として開業[1]。
- 1971年（昭和46年）8月29日 - 貨物および荷物扱い廃止[2]。駅員無配置駅となる[3]。ただし、運転要員のみ継続して配置する。
- 1980年（昭和55年）12月1日 - 大川ダム建設に伴う線路の移設により移転[4]、同時に無人化。
- 1987年（昭和62年）
  - 4月1日 - 国鉄分割民営化により東日本旅客鉄道（JR東日本）の駅となる[1]。
  - 7月16日 - 会津鉄道転換と同時に芦ノ牧温泉南駅に改称[1]。

## 駅構造
単式ホーム1面1線を有する地上駅。高さの異なる待合室とは階段で結ばれており、階段下側にもベンチがある。無人駅である。
駅名標には「若郷湖畔のさざなみ」と記されている。
移転前の桑原駅時代も単式ホーム1面1線であり、給水塔の設備を有していた。

## 利用状況
- 会津鉄道 - 2016年度の1日平均乗車人員は3人であった[5]。

| 乗車人員推移 | 乗車人員推移     |
| 年度         | 一日平均乗車人員 |
| ------------ | ---------------- |
| 2000         | 14               |
| 2001         | 11               |
| 2002         | 11               |
| 2003         | 11               |
| 2004         | 11               |
| 2005         | 8                |
| 2006         | 8                |
| 2007         | 11               |
| 2008         | 8                |
| 2009         | 11               |
| 2010         | 8                |
| 2011         | 8                |
| 2012         | 5                |
| 2013         | 5                |
| 2014         | 5                |
| 2015         | 5                |
| 2016         | 3                |

## 駅周辺
周辺は大川ダム建設による代替地として造成された桑原集落である。駅名に含まれる芦ノ牧温泉からは大きく離れ（最寄りは2つ隣の芦ノ牧温泉駅）、当駅周辺に温泉はない。また、駅前から出るバス路線はなく、最寄りバス停は当駅より徒歩25分ほどの「小沼崎」である。
- 若郷湖
- 大川湖面橋 - 福島県道214号芦ノ牧温泉南停車場線

## 隣の駅
会津鉄道
■会津線
□快速「リレー号」
通過
□快速「AIZUマウントエクスプレス」・□快速（無愛称の会津若松行き）・■普通（「リレー号」含む）
大川ダム公園駅 - 芦ノ牧温泉南駅 - 湯野上温泉駅